# Étrœungt
Étrœungt és un municipi francès, situat a la regió dels Alts de França, al departament del Nord. L'any 2006 tenia 1.373 habitants. Es troba a 110 km de Lilla, Brussel·les o Reims (Marne), a 55 km de Valenciennes, Laon, Mons (B) o Charleroi (B), a 22 km de Maubeuge, a 10 km de Fourmies i a 7 km d'Avesnes-sur-Helpe. Limita amb els municipis d'Avesnelles, Boulogne-sur-Helpe, Féron, Floyon, Haut-Lieu, La Flamengrie (Aisne), Larouillies, Rainsars, Rocquigny (Aisne) i Sémeries.

## Demografia
| Evolució de la població INSEE |      |      |      |      |      |      |      |      |
| 1793                          | 1800 | 1806 | 1821 | 1831 | 1836 | 1841 | 1846 | 1851 |
| -                             | -    | -    | -    | -    | -    | -    | -    | -    |

| 1856 | 1861 | 1866 | 1872 | 1876 | 1881 | 1886 | 1891 | 1896 |
| ---- | ---- | ---- | ---- | ---- | ---- | ---- | ---- | ---- |
| -    | -    | -    | -    | -    | -    | -    | -    | 2233 |

| 1901 | 1906 | 1911 | 1921 | 1926 | 1931 | 1936 | 1946 | 1954 |
| ---- | ---- | ---- | ---- | ---- | ---- | ---- | ---- | ---- |
| 2116 | 2058 | 2094 | 1840 | 1729 | 1715 | 1708 | 1646 | 1697 |

| 1962 | 1968 | 1975 | 1982 | 1990 | 1999 | 2006 | 2011 | 2016 |
| ---- | ---- | ---- | ---- | ---- | ---- | ---- | ---- | ---- |
| 1749 | 1769 | 1582 | 1495 | 1366 | 1396 | -    | -    | -    |

| 2019 | - | - | - | - | - | - | - | - |
| ---- | - | - | - | - | - | - | - | - |
| -    | - | - | - | - | - | - | - | - |

## Administració
| Període   | Identitat           | Partit |
| --------- | ------------------- | ------ |
| 1929-1943 | Alfred Fostier      |        |
| 1943-1954 | Alphonse Lefebvre   |        |
| 1954-1971 | Jean Fostier        |        |
| 1971-1995 | Pierre D'Halluin    |        |
| 1995-     | Jean-Jacques Anceau |        |